# Оренбургский почтовый тракт
Оренбу́ргский почто́вый тракт — дорога между Симбирском и через переправу в Самару на левый берег Волги, проходил по территории Самарской луки. Строился там, где проходил казачий тракт, скотопрогонные и торговые дороги, проложенные кочевниками.
Создан в XVIII веке в связи с началом деятельности в Оренбурге почтовой службы. Считался самым крупным для того времени. Ширина от 200 до 300 метров[уточнить], протяжённость 320 км. На всем протяжении были установлены каменные верстовые столбы, на перекрёстках — указатели, так называемые «руки», через примерно каждые 25 км выкопаны государственные колодцы (некоторые до сих пор действуют).
Тракт был для Самарской луки и губернии в целом — транзитным и представлял собой главную дорогу. Связывал между собой Москву и провинции Российской империи. На территории Самарской луки проходил через сёла Рождествено, Новинки, Шелехметь, Родниковый, Аскулы, Сосновый Солонец, Валы́, Жигули.
После открытия левобережного варианта тракта (1 января 1855 года) по территории Самарской луки гнали в основном заключённых. Поэтому в сёлах Сосновый Солонец и Жигули были построены тюремные лазареты и помещения для временного содержания заключённых.
В настоящее время участки дороги от Шелехмети до Рождествена, от села Валы до села Жигули заасфальтированы, от Шелехмети до села Аскулы ведёт частично зарастающая грунтовка, а от села Сосновый Солонец до Валов дорога представляет собой «улучшенную грунтовку».